# Frode Granhus
Frode Granhus (13 maart 1965 – Leknes, 15 september 2017) was een Noorse schrijver van misdaadromans.
Zijn roman Maalstroom is onder meer uitgegeven in Denemarken, Duitsland, IJsland, Nederland en Rusland.
Hij overleed plotseling op 52-jarige leeftijd in zijn woning op de eilandengroep Lofoten.